# Višekratnik
Višekratnik prirodnog broja je svaki broj koji je djeljiv s tim brojem. Prirodni broj ima beskonačno višekratnika.
Primjer: Višekratnici broja 3 su: 3,6,9,12,15,... Višekratnici broja x su 1{\displaystyle \cdot }x, 2{\displaystyle \cdot }x, 3{\displaystyle \cdot }x, 4{\displaystyle \cdot }x, 5{\displaystyle \cdot }x,...
Definicija: broj koji je umnožak zadanoga broja i cijeloga broja.